# پاولوویتسه و پررووا
پاولوویتسه و پررووا (به چکی: Pavlovice u Přerova) یک منطقهٔ مسکونی در جمهوری چک است که در ناحیه پرروف واقع شده‌است. پاولوویتسه و پررووا ۸٫۱۴ کیلومتر مربع مساحت و ۷۹۵ نفر جمعیت دارد و ۲۸۴ متر بالاتر از سطح دریا واقع شده‌است.